# Aleš Vodseďálek
Aleš Vodseďálek (ur. 5 marca 1985 w Jilemnicach) – czeski narciarz, specjalista kombinacji norweskiej, brązowy medalista mistrzostw świata juniorów.

## Kariera
Po raz pierwszy na arenie międzynarodowej Aleš Vodseďálek pojawił się 14 grudnia 2002 roku, kiedy wystartował w zawodach FIS Race. Zajął wtedy 29. miejsce w zawodach metodą Gundersena w Klingenthal. W 2003 roku wystąpił na mistrzostwach świata juniorów w Sollefteå, gdzie był dziesiąty w drużynie, a indywidualnie plasował się poza czołową trzydziestką. Rok później, podczas mistrzostw świata juniorów w Stryn zajął między innymi ósme miejsce w sztafecie oraz 24. miejsce w Gundersenie. Największy sukces w kategorii juniorów osiągnął w 2005 roku podczas mistrzostw świata juniorów w Rovaniemi, gdzie wraz z kolegami wywalczył brązowy medal w zawodach drużynowych. W tym samym roku wziął udział w mistrzostwach świata w Oberstdorfie, gdzie Czesi z Vodseďálkiem w składzie uplasowali się na ósmej pozycji.
W Pucharze Świata zadebiutował 21 stycznia 2006 roku, zajmując 28. miejsce w sprincie w Harrachovie. Dzień później powtórzył ten wynik w Gundersenie. Były to jego jedyne pucharowe starty w sezonie 2005/2006 i w klasyfikacji generalnej zajął 63. miejsce. Wkrótce potem wystąpił na igrzyskach olimpijskich w Turynie plasując się na ósmym miejscu w drużynie, a w sprincie zajął 47. pozycję. Jak dotąd najlepsze wyniki w Pucharze Świata osiągnął w sezonie 2007/2008, który ukończył na 55. pozycji. W 2009 roku Vodseďálek startował na mistrzostwach świata w Libercu. Indywidualnie spisywał się słabo, jednak w zawodach drużynowych był szósty. Startował ponadto na igrzyskach olimpijskich w Vancouver w 2010 roku oraz rok później na mistrzostwach świata w Oslo, ale osiągał jeszcze słabsze wyniki.
Czech startuje także w Pucharze Kontynentalnym od 2004 roku. Najlepiej w zawodach tego cyklu prezentował się w sezonie 2010/2011, kiedy zajął 25. miejsce.

## Osiągnięcia

### Igrzyska olimpijskie
| Miejsce | Dzień     | Rok  | Miejscowość | Konkurencja           | Wynik zwycięzcy | Strata      | Zwycięzca           |
| ------- | --------- | ---- | ----------- | --------------------- | --------------- | ----------- | ------------------- |
| 8.      | 15 lutego | 2006 | Pragelato   | Sztafeta HS134/4x5 km | 49:52.6 min     | +4:05.9 min | Austria             |
| 47.     | 21 lutego | 2006 | Pragelato   | Sprint HS134/7.5 km   | 18:29.0 min     | +4:16.0 min | Felix Gottwald      |
| 44.     | 14 lutego | 2010 | Vancouver   | Gundersen HS106/10 km | 25:47.1 min     | +3:46.7 min | Jason Lamy Chappuis |
| 8.      | 23 lutego | 2010 | Vancouver   | Sztafeta HS140/4x5 km | 49:31.6 min     | +3:18.6 min | Austria             |
| 34.     | 25 lutego | 2010 | Vancouver   | Gundersen HS140/10 km | 25:32.9 min     | +3:33.9 min | Bill Demong         |

### Mistrzostwa świata
| Miejsce | Dzień     | Rok  | Miejscowość | Konkurencja           | Wynik zwycięzcy | Strata      | Zwycięzca           |
| ------- | --------- | ---- | ----------- | --------------------- | --------------- | ----------- | ------------------- |
| 34.     | 18 lutego | 2005 | Oberstdorf  | Gundersen HS100/15 km | 38:56.2 min     | +4:45.8 min | Ronny Ackermann     |
| 8.      | 23 lutego | 2005 | Oberstdorf  | Sztafeta HS137/4x5 km | 49:45.5 min     | +7.1 s      | Norwegia            |
| 37.     | 27 lutego | 2005 | Oberstdorf  | Sprint HS137/7.5 km   | 20:15.6 min     | +3:26.4 min | Ronny Ackermann     |
| 37.     | 22 lutego | 2009 | Liberec     | Gundersen HS100/10 km | 24:22.3 min     | +4:19.6 min | Todd Lodwick        |
| 6.      | 26 lutego | 2009 | Liberec     | Sztafeta HS134/4x5 km | 48:32.3 min     | +2:56.6 min | Japonia             |
| 31.     | 28 lutego | 2009 | Liberec     | Gundersen HS134/10 km | 23:36.6 min     | +2:54.8 min | Bill Demong         |
| 39.     | 26 lutego | 2011 | Oslo        | Gundersen HS106/10 km | 25:19.2 min     | +3:49.6 min | Eric Frenzel        |
| 10.     | 28 lutego | 2011 | Oslo        | Sztafeta HS106/4x5 km | 48:07.8 min     | +4:38.2 min | Austria             |
| DNS     | 2 marca   | 2011 | Oslo        | Gundersen HS134/10 km | 25:31.6 min     | -           | Jason Lamy Chappuis |
| 9.      | 4 marca   | 2011 | Oslo        | Sztafeta HS134/4x5 km | 47:12.3 min     | +3:05.2 min | Austria             |

### Mistrzostwa świata juniorów
| Miejsce | Dzień    | Rok  | Miejscowość | Konkurencja           | Wynik zwycięzcy | Strata      | Zwycięzca        |
| ------- | -------- | ---- | ----------- | --------------------- | --------------- | ----------- | ---------------- |
| 37.     | 5 lutego | 2003 | Sollefteå   | Gundersen K107/10 km  | ?               | +5:32.0 min | Björn Kircheisen |
| 10.     | 7 lutego | 2003 | Sollefteå   | Sztafeta K107/4x5 km  | 58.41.8 min     | ?           | Niemcy           |
| 44.     | 9 lutego | 2003 | Sollefteå   | Sprint K107/5.0 km    | 14.02.6 min     | +3:29.4 min | Björn Kircheisen |
| 24.     | 4 lutego | 2004 | Stryn       | Gundersen K90/10 km   | 26:06.3 min     | +5:33.9 min | Petter Tande     |
| 8.      | 6 lutego | 2004 | Stryn       | Sztafeta K90/4x5      | 58:03.0 min     | +3.38.0 min | Norwegia         |
| 39.     | 8 lutego | 2004 | Stryn       | Sprint K90/7.5 km     | 14:02.1 min     | +3:01.9 min | Petter Tande     |
| 12.     | 22 marca | 2005 | Rovaniemi   | Gundersen HS100/10 km | 25.56.6 min     | +3:26.2 min | Petter Tande     |
| 3.      | 24 marca | 2005 | Rovaniemi   | Sztafeta HS100/4x5    | 924.0 pkt       | -192.2 pkt  | Niemcy           |
| 12.     | 26 marca | 2005 | Rovaniemi   | Sprint HS100/5.0 km   | 14:02.1 min     | +1:38.5 min | Petter Tande     |

### Puchar Świata

#### Miejsca w klasyfikacji generalnej
- sezon 2005/2006: 63.
- sezon 2006/2007: -
- sezon 2007/2008: 55.
- sezon 2008/2009: 65.
- sezon 2009/2010: niesklasyfikowany
- sezon 2010/2011: niesklasyfikowany
- sezon 2011/2012: 52.
- sezon 2012/2013: niesklasyfikowany
- sezon 2013/2014: niesklasyfikowany

#### Miejsca na podium chronologicznie
Jak dotąd Vodseďálek nie stał na podium indywidualnych zawodów Pucharu Świata.

### Puchar Kontynentalny

#### Miejsca w klasyfikacji generalnej
- sezon 2003/2004: 88.
- sezon 2004/2005: 37.
- sezon 2005/2006: 49.
- sezon 2006/2007: 71.
- sezon 2007/2008: 32.
- sezon 2008/2009: 37.
- sezon 2009/2010: 49.
- sezon 2010/2011: 25.
- sezon 2011/2012: 66.
- sezon 2012/2013: 72.
- sezon 2013/2014: 93.

#### Miejsca na podium chronologicznie
| Nr | Data            | Miejscowość | Konkurencja           | Wynik zwycięzcy | Pozycja | Strata | Zwycięzca |
| -- | --------------- | ----------- | --------------------- | --------------- | ------- | ------ | --------- |
| 1. | 18 grudnia 2010 | Erzurum     | Gundersen HS109/10 km | 27:10.5 min     | 1.      | -      | -         |

### Letnie Grand Prix

#### Miejsca w klasyfikacji generalnej
- 2007: 28.
- 2008: 38.
- 2009: 23.
- 2012: 37.

#### Miejsca na podium chronologicznie
Jak dotąd Vodseďálek nie stał na podium zawodów Letniego Grand Prix.